# Victor Bercăroiu
Victor Bercăroiu (n. 18 septembrie 1951) este un fost deputat român în legislatura 2000-2004, ales în județul Prahova pe listele partidului PPDSR iar din 2001 a devenit membru PSD. Victor Bercăroiu a fost membru în grupurile parlamentare de prietenie cu Republica Belarus, Marele Regat de Luxemburg și Republica Slovacia. 

## Legături externe
- Victor Bercăroiu Arhivat în 6 februarie 2023, la Wayback Machine. la cdep.ro